# Фундулюсы
Фундулюсы  (лат. Fundulus) — род лучепёрых рыб из семейства фундуловых (Fundulidae). Морские, солоноватоводные и пресноводные рыбы. Распространены в Северной и Центральной Америке и в западной части Атлантического океана. Максимальные размеры тела представителей разных видов варьируют от 5 до 20 см.

## Описание
Тело удлинённое, покрыто циклоидной чешуёй. Голова уплощена в дорсо-вентральном направлении, также покрыта чешуёй. Рот широкий, конечный, косой. На краях челюстей есть мелкие конические зубы. В плавниках нет жёстких лучей. Начало основания спинного плавника расположено перед или немного позади начала основания анального плавника. Третий луч анального плавника разветвлённый и у самцов, и у самок. Грудные плавники короткие, закруглённые. Брюшные плавники с 6 мягкими лучами, расположены на брюхе. Хвостовой плавник закруглённый. Боковая линия прерывистая, представляет собой несколько разобщённых серий пор. Отсутствует у F. heteroclitus. У многих видов наблюдается половой диморфизм.

## Классификация
В составе рода выделяют 40 видов:
- Fundulus albolineatus Gilbert, 1891 — Белополосый фундулюс (†)
- Fundulus bermudae Günther, 1874
- Fundulus bifax Cashner & Rogers, 1988
- Fundulus blairae Wiley & D. D. Hall, 1975
- Fundulus catenatus (D. H. Storer, 1846) — Северный фундулюс
- Fundulus chrysotus (Günther, 1866) — Золотистый фундулюс
- Fundulus cingulatus Valenciennes, 1846 — Полосатый фундулюс
- Fundulus confluentus Goode &  Bean, 1879 — Западноамериканский фундулюс
- Fundulus diaphanous (Lesueur, 1817) — Поперечно-полосатый фундулюс
- Fundulus dispar (Agassiz, 1854) — Звездчатый фундулюс
- Fundulus escambiae (Bollman, 1887)
- Fundulus euryzonus Suttkus & Cashner, 1981
- Fundulus grandis Baird & Girard, 1853 — Большой фундулюс
- Fundulus grandissimus C. L. Hubbs, 1936
- Fundulus heteroclitus (Linnaeus, 1766) — Обыкновенный фундулюс
- Fundulus jenkinsi (Evermann, 1892)
- Fundulus julisia J. D. Williams & Etnier, 1982
- Fundulus kansae Garman, 1895
- Fundulus lima Vaillant, 1894
- Fundulus lineolatus (Agassiz, 1854)
- Fundulus luciae (Baird, 1855) — Светлый фундулюс
- Fundulus majalis (Walbaum, 1792) — Майский фундулбюс
- Fundulus notatus (Rafinesque, 1820) — Длинноголовый фундулюс
- Fundulus nottii (Agassiz, 1854) — Пятноголовый фундулюс
- Fundulus olivaceus (Storer, 1845) — Оливковый фундулюс
- Fundulus parvipinnis Girard, 1854 — Калифорнийский фундулюс
- Fundulus persimilis R. R. Miller, 1955
- Fundulus philpisteri García-Ramírez, Contreras-Balderas & Lozano-Vilano, 2007
- Fundulus pulvereus (Evermann, 1892) — Серый фундулюс
- Fundulus rathbuni D. S. Jordan & Meek, 1889 — Пятнистый фундулюс
- Fundulus relictus Able & Felley, 1988
- Fundulus rubrifrons (Jordan, 1880)
- Fundulus saguanus Rivas, 1948
- Fundulus sciadicus Cope, 1865 — Темноспинный фундулюс
- Fundulus seminolis Girard, 1859 — Семинольский фундулюс
- Fundulus similis (Baird & Girard, 1853)
- Fundulus stellifer (Jordan, 1877)
- Fundulus waccamensis Hubbs & Raney, 1946 — Ваккамавский фундулюс
- Fundulus xenicus Jordan & Gilbert, 1882 — Красивая адиния
- Fundulus zebrinus Jordan & Gilbert, 1883 — Зебровый фундулюс